# La conspiración Roswell
La conspiración Roswell (en inglés: Roswell Conspiracies: Aliens, Myths and Legends) fue una serie animada que originalmente se emitió en 1999 como parte del bloque de programación de dibujos animados de BKN. y luego se estrenó a nivel mundial durante el año 2000. El segmento de programación se estrenó en 1992. La serie fue parte del impulso de BKN para reinventarse. La premisa del programa era que los extraterrestres habían estado viviendo entre los humanos durante años, y fueron los orígenes de muchas de las criaturas que los humanos conocen del mito, el folclore y las leyendas, incluidos los vampiros y hombres lobo.

## Resumen
En la trama de la serie, el incidente ovni de Roswell (ocurrido en la vida real) que forma parte de una teoría de conspiración, se describe como un fenómeno creado por el hombre. Fue creado por los humanos para desviar la atención popular de la verdad. El objeto volador no identificado era un pilar, el cuerpo de un hombrecito verde o gris era un maniquí, y los testigos del choque eran plantas al igual que los investigadores de la Fuerza Aérea. De hecho, todo el mundo de sombras que rodea el Área 51 no era más que una distracción para ocultar el hecho de que los extraterrestres habían aterrizado desde hace mucho tiempo y hubo incidentes conocidos de su deseo de atacar, asimilar y/o destruir a la raza humana.
Estos incidentes conocidos se pueden encontrar en las leyendas, mitos y el folclore de alienígenas y seres tan extraños que se convirtieron en la raíz de las criaturas que albergaban la mente de los seres humanos cuando pensaban en algo que les inspirara temor; vampiros, hombres lobo, banshees, manitous, espíritus malignos, etc. A medida que los seres humanos avanzaban hacia la era industrial, los ataques parecían disminuir pero recientemente habían empezado a incrementarse.
La historia comienza cuando Nick Logan, un cazador de recompensas, recibe un tapping para cazar lo que él cree que es una recompensa regular pero las cosas no se mantienen regulares por mucho tiempo. Cuando su próxima recompensa resulta ser una chica muy inusual, pronto se encuentra involucrado en algo increíblemente escandaloso pero también potencialmente satisfactorio. Hay extraterrestres entre nosotros y él posiblemente puede jugar un papel en ayudar a proteger la Tierra. Su nueva situación también podría ayudarlo a descubrir la verdad detrás de la desaparición de su padre biológico. Criado y entrenado por un padrastro que sabe, Nick es uno de los pocos humanos que nace con un sentido innato de ver a través de camuflajes alienígenas; en una sociedad donde la mayoría de los extraterrestres pueden transformarse en humanos a voluntad. Esta habilidad le da una ventaja única. Con el tiempo, descubre que su padre y su abuelo también compartieron ese don.
Nick termina haciendo equipo con Sh'lainn Blaze, una Banshee rebelde que quiere ser el puente que ayude a los humanos y su especie a coexistir en el planeta. A las Banshee no les ha ido bien en una época de hierro frío y Sh'lainn parece estar consciente de que están tramando algún tipo de solución "final". Nick y Sh'lainn se convierten en agentes bajo el mando de James Rinaker, el actual Director Ejecutivo de The Global Alliance, una agencia internacional responsable de mantener a los alienígenas bajo control evitando que los más agresivos y volátiles persigan a los seres humanos y de mantener su lucha en secreto ante el público.

## Personajes
Nick LoganEl ex cazarrecompensas ahora es el Agente de Global Alliance más nuevo y parte de la Unidad de Detección. El padre de Logan, Walter, desapareció durante un encuentro alienígena inexplicable en Roswell, Nuevo México; su abuelo fue uno de los miembros originales de la Alliance. Nick fue criado por su padrastro sin saber en ese momento que su "hora de jugar" era un entrenamiento secreto para luchar contra los extraterrestres. Él es capaz de ver a través de ilusiones alienígenas. Es un insubordinado dentro de la Alliance, rara vez sigue el procedimiento y toma muchas acciones por su propia cuenta. Nick pasa la mayor parte de la serie buscando a su padrastro secuestrado y buscando información sobre la desaparición de su verdadero padre.
Sh'lainn BlazeUna miembro rebelde del clan Banshee, una raza de extraterrestres que desembarcó en las islas británicas alrededor del 527 a. C. Ella, al igual que las de su tipo, posee la capacidad de predecir cuándo morirá alguien. También puede levitar y lanzar ráfagas de energía. Ha sido el objetivo de la Reina Mab. Sh'lainn se convierte en un nuevo miembro de la Alliance y la compañera de Nick en la Unidad de Detección. A medida que la serie avanza, está claro que Nick y Sh'lainn desarrollan una relación. Finalmente, ella forma un vínculo psíquico con Nick cuando saca a la superficie sus recuerdos perdidos.
James RinakerEl jefe de la Global Alliance y el ejecutivo responsable de organizar el incidente de Roswell. Rinaker está comprometido a proteger a los humanos de los extraterrestres que rondan entre ellos y a preservar en secreto esa lucha así como la existencia de su organización, a cualquier costo. A lo largo de la serie, la agenda de Rinaker es eliminar facciones de extraterrestres hostiles y formar alianzas con sus enemigos cuando se trata de debilitar a otro enemigo. Esto solo sirvió para dividir y debilitar a las facciones extraterrestres. Hacia el final de la serie, se revela que en realidad es un agente doble de Shadoen y un subcomandante llamado Wraith. Mató al verdadero Rinaker en 1946 y absorbió su tejido biológico para replicar su ADN. Wraith asume el mando completo de la Shadoen Multitude cuando la nave de Keel fue engañada para subestimar a los humanos y es golpeada por una ojiva nuclear. Wraith muere cuando la segunda bomba de Shadoen Multitude es eliminada por la bomba EMP.
Jefferson TruebloodComisario de Roswell. Es el líder del equipo S.T.A.R. y la mano derecha de Rinnaker. Es muy hábil en el combate y en el uso de armas. El padre de Trueblood también fue uno de los miembros originales de la Global Alliance. Trueblood se convirtió en el jefe de su tribu después de la muerte de su tío abuelo, One Fox's, durante un intento de los Lycanthrope para erradicar otra raza extraterrestre, los Kachina. Él lucha honorablemente y aunque normalmente obedece a Rinaker, tomará los asuntos en sus manos si siente que las órdenes de Rinaker arriesgan la vida de otros. Las acciones de Rinaker últimamente hicieron que Trueblood desconfíe del general, en un momento él robó la bomba Lycanthrope EMP de Rinaker y la trasladó a la cueva de la visión en su hogar natal en Arizona. Cuando Rinaker mostró su verdadera forma de Shadoen y estaba a punto de matar a Nick, Trueblood intercede. Se sacrifica mientras se aleja de Wraith para permitir que Nick escape.
Nema PerreraReclutada de la Seguridad Nacional Egipcia. Ella es una especialista en armas y compañera de Fitz en la Unidad de Detalle. Muy lógica y práctica, pero con suficiente sentido del humor para bromear con el hombre heterosexual de Fitz en sus amistosos gruñidos. Su padre es profesor de arqueología y su madre es genetista y bióloga que estudia la sangre y el tejido corporal de las momias de Egipto. También se revela que su familia desciende de las dinastías del Antiguo Reino de Egipto.
Simon "Fitz" FitzpatrickUn exagente de la CIA con una imaginación salvaje y la capacidad de convencer a cualquiera de cualquier cosa. La asignación de Fitz en la Unidad de Detalle es cubrir toda evidencia de actividad extraterrestre o la existencia de la Alliance. A pesar de que no está completamente entrenado para el combate y es un poco torpe, se maneja bien fuera de su zona de confort, y puede arreglárselas si la situación lo exige.

## Reparto
| Personaje                | Actor Original (EE.UU.) | Actor de voz (España) | Actor de voz (Latinoamérica) |
| ------------------------ | ----------------------- | --------------------- | ---------------------------- |
| Nick Logan               | Alex Zahara             | Óscar Muñoz           | Gonzalo Curiel               |
| Sh'lainn Blaze           | Janyse Jaud             | —                     | Ana Maria Grey               |
| James Rinaker            | L. Harvey Gold          | Antonio García Moral  | César Árias                  |
| Jefferson Trueblood      | Eli Gabay               | Ricky Coello          | Octavio Rojas                |
| Nema Perrera             | Saffron Henderson       | Marta Estrada         | Yolanda Vidal                |
| Simon "Fitz" Fitzpatrick | Peter Kelamis           | Enrique Hernández     | Daniel Abundis               |

## Créditos
Cocreado por Kaaren Lee Brown, el episodio piloto y la biblia de la serie fueron escritos por Bob Forward y Greg Johnston, los editores de la historia. Algunas fuentes dicen que se configuró para que se lance como una serie de 20 episodios de una hora de duración o para que cada episodio se divida por la mitad y producir el equivalente de 40 episodios con duración de treinta minutos. Sin embargo, aparte de algunos episodios de dos partes, la narración se aprecia mejor viéndola como 40 episodios separados. Hubo un presupuesto de producción de $500,000 por episodio proveniente de Bohbot en los EE. UU. con una combinación de animación de celdas y efectos especiales en Epoch Ink de Santa Mónica, California, y los talentos de Joe Pearson, Tom Tataranowicz, Chuck Patton, Brad Coombs, Young Yoon, Harry Warner, Rick Ungar, Brad Rader y Gregg Davidson. Stephanie Graziano fue la productora.

## Lanzamiento en DVD
Digiview Entertainment y BKN Home Entertainment han mostrado interés en publicar la serie animada en DVD y están disponibles en la página de Amazon.com. Los lanzamientos de Digiview Entertainment se encuentran en estuches delgados y se han encontrado en Walmart por tan solo un dólar por DVD. Los lanzamientos se titulan Bounty Wars y The Bait. Los siguientes dos volúmenes, supuestamente, también están disponibles y se titulan Conduit y Countdown. Un quinto volumen, titulado Area 51 fue lanzado. Había planes para un set de DVD en caja, fijados para el 30 de julio de 2007 que entraron y salieron, desconociéndose su disponibilidad debido a problemas con el soporte del minorista. A principios de 2010, Target llevó una caja de $5 con los episodios del 1 al 20.
Hasta 2012, Mill Creek tenía la licencia de DVD, pero no tenía planes de lanzar los episodios desde el 21 al 40.
La compañía alemana PIDAX ha lanzado los 40 episodios en 3 volúmenes (2 DVD cada uno) en 2018.

### Episodios separados de DVD
The BaitThe Bait - Part I, The Bait - Part II, Mountain Retreat, Troubled Past, Peacemaker
Bounty WarsSnowman's Chance, The Roswell Incident, Fusion Breed, Bounty Wars, Chupacabra
CountdownCountdown, The Vodun Uprising, The Conduit - Part I, The Conduit - Part II
Queen of the BansheeQueen of the Banshee - Part I, Queen of the Banshee - Part II, The Cub, Flying Saucer Down, The Last Sasquatch
Area 51Amok Vampire, Area 51, Showdown - Part I, Showdown - Part II

## Mercadería
La conspiración Roswell posteriormente fue adaptada a un videojuego para PlayStation y Game Boy Color el 13 de julio de 2001, apenas un año después de que finalizara el 2 de junio de 2000.
La adaptación de Game Boy Color fue desarrollada por Crawfish Interactive y le da a los jugadores el control de Nick Logan.
Se dice que el juego entrega suspenso en curso ya que cualquier transeúnte podría ser un extraterrestre. El juego tiene cinco ubicaciones para explorar y tiene diez niveles, siete juegos de conducción y cinco batallas de jefes.